# 超音波熱圧着
超音波熱圧着（ちょうおんぱねつあっちゃく、サーモソニックボンディング、Thermosonic bonding）とは、超音波接合の一種で超音波の印加と加熱を併用して接合する手法。

## 概要
従来の熱圧着では接合対象の融点付近の高温で圧着するので接合部が変性する場合があった。超音波の印加を併用することにより、より低温(150℃～200℃)で接合することが可能になる。
主な用途であるワイヤ・ボンディングでは超音波トランスデューサの共振エネルギーがボンディングキャピラリーの先端に伝達されてトランスデューサのホーンの軸に垂直に固定されたキャピラリーは、通常Y軸方向の振動モードで駆動する。

## 特徴
- 固相接合なので互いの金属が溶融する温度までは上昇せず、150℃～200℃程度の比較的低温での接合が可能なので材料の変性が少なく、加熱は局所的な領域に留まる
- 半田付けとは異なり、消耗品が不要
- 同種の素材間で接合する場合にはリサイクル時に異種素材の混入を抑えられる

## 用途
集積回路のワイヤ・ボンディング等に用いられる。